# US Città di Jesolo
Unione Sportiva Città di Jesolo was een Italiaanse voetbalclub uit Jesolo. De club werd opgericht in 2001 en speelde sinds het seizoen 2005-06 in de Serie D. In de zomer van 2010 verhuisde de club naar San Donà di Piave waar het fuseerde met het toenmalige AC Sandonà naar SandonàJesoloCalcio.